# КК Енергија Ровинари
КК Енергија Ровинари (рум. CS Energia Rovinari) је био румунски кошаркашки клуб из Таргу Жијуа. У сезони 2015/16. такмичио се у Првој лиги Румуније и у ФИБА Купу Европе.

## Историја
Клуб је основан 2002. године. Од 2008. такмичи се у највишем рангу, а највећи успех у њему било је полуфинале плеј-офа досегнуто у сезони 2014/15. Једини трофеј у историји клуба је Куп Румуније освојен 2014. године.
На међународну сцену први пут је изашао у сезони 2014/15. учешћем у ФИБА Еврочеленџу и том приликом освојио треће место.
Услед финансијских проблема, 2016. године је престао са такмичењем.

## Успеси

### Национални
- Куп Румуније:
  - Победник (1) :  2014.

### Међународни
- Еврочеленџ:
  - Треће место (1): 2015.

## Познатији играчи
- Андреас Глинијадакис
- Ермин Јазвин